# Vénus genitrix
La Vénus Genitrix (également orthographiée Ginitrix) est un type de sculpture antique montrant la déesse romaine Vénus sous son aspect de Genitrix ("fondatrice de la famille"). Ce type de sculpture présente deux formes. Outre celle décrite plus bas, soulevant de la main droite son manteau tandis que la tunique ruisselle depuis l'épaule droite et que l'épaule et le sein gauche sont dénudés, il y en a une autre dans laquelle Vénus porte son enfant Éros sur son épaule.
Vers 420-410 av. J.-C., le sculpteur athénien Callimaque crée une sculpture en bronze aujourd'hui disparue. Elle portait une tunique légère révélant son sein gauche et tenait une pomme dans la main gauche. Il se pourrait donc qu'il soit le créateur de ce type. Mais le nom d'Alcamène est aussi proposé. Quoi qu'il en soit le créateur en question effectue la synthèse de l'enseignement austère de Polyclète et du maniérisme attique de la seconde moitié du Ve siècle avant notre ère. De Polyclète il retient la pondération, la jambe fléchie en arrière, et le chiasme, où s'opposent l'inclinaison des épaules et celle des hanches. Le maniérisme se manifeste, en particulier, dans le ruissellement de la tunique en une multitude de plis ténus sur cette anatomie, plus ou moins plantureuse selon les versions. 

## Historique
A la veille de la bataille de Pharsale décisive (48 av. J.-C.), Jules César fit le vœu de dédier un temple de Rome à Vénus, supposée être l'ancêtre de sa gens (famille antique). Pour accomplir son vœu, il érigea donc un Temple de Vénus Genetrix dans le nouveau forum qu'il construisait. En établissant ce nouveau culte de Vénus, César affirmait la prétention de sa famille à descendre de la déesse, par Ascagne, le fils d'Enée. C'est en partie pour appuyer ce rapprochement que Virgile a écrit l'Énéide. Dans l'ancienne religion romaine, c'est le premier cas d'association entre un empereur et une divinité.
En 46 avant J.-C., Jules César commanda une version de la statue au sculpteur Arcésilas pour la placer à Rome dans ce temple de la Vénus Génitrix.

## Les statues actuelles
Cette statue a connu un immense succès à l'époque de l'empire romain et il en existe des dizaines de copies et de variantes.
La statue originale, en bronze, que l'on attribue avec une relative incertitude à Alcamène ou Callimaque - actifs à Athènes à la fin du Ve siècle (sculpture grecque classique) - a été perdue mais de très nombreuses copies se trouvent dans plusieurs musées, notamment au musée du Louvre, au musée de l'Ermitage à Saint-Petersbourg, au Metropolitan Museum of Art à New-York, au J. Paul Getty Museum à Los Angeles, au Detroit Institute of Arts, au Musée royal de l'Ontario . Mais les meilleures copies se trouvent au musée archéologique de Thessalonique et à la Ny Carlsberg Glyptotek de Copenhague.

### L'Aphrodite de Fréjus au Louvre
Une statue romaine de 1,64 m de haut, datant de la fin du Ier siècle av. J.-C. au début du Ier siècle après J.-C., en marbre de Paros, a été découverte à Fréjus (Forum Julii) en 1650. Elle est considérée comme la meilleure copie romaine de l'œuvre grecque perdue .
La déesse, vêtue du voile fluide d'un chiton léger, semble sortir du bain. De sa main droite, elle tient son manteau qui descend dans son dos, tandis que le chiton retenu seulement du côté droit, dévoile son épaule et son sein gauche. Sa main gauche tient la pomme du jugement de Pâris.
L'attitude de la statue, un contrapposto, inclination inversée des épaules et des hanches avec une jambe d'appui et une jambe en mouvement .
Elle était présente au palais des Tuileries en 1678, et fut transportée au parc de Versailles vers 1685. Elle fut saisie à la Révolution, et se trouve donc au Louvre depuis 1803, (Inventaire MR 367, n° usuel Ma 525) .

### Musée de l'Ermitage
Une autre copie romaine de la statue, qui mesure 2,14 m de haut, se trouvait dans la collection de Giampietro Campana, Villa Campana à Rome. Elle fut acquise pour le musée de l'Ermitage en 1861, à la suite de la disgrâce de Campana .
La tête n'appartient pas à cette statue. À Rome, une figure idéale de divinité pouvait souvent être, légèrement ou fortement, adaptée (ici, par exemple, le chiton recouvre la poitrine) et recevoir un portrait, pour la tête, sculptée séparément. Comme c'était le cas ici on peut le constater dans les mèches de cheveux qui tombent sur les épaules.

### Galerie de copies et variantes

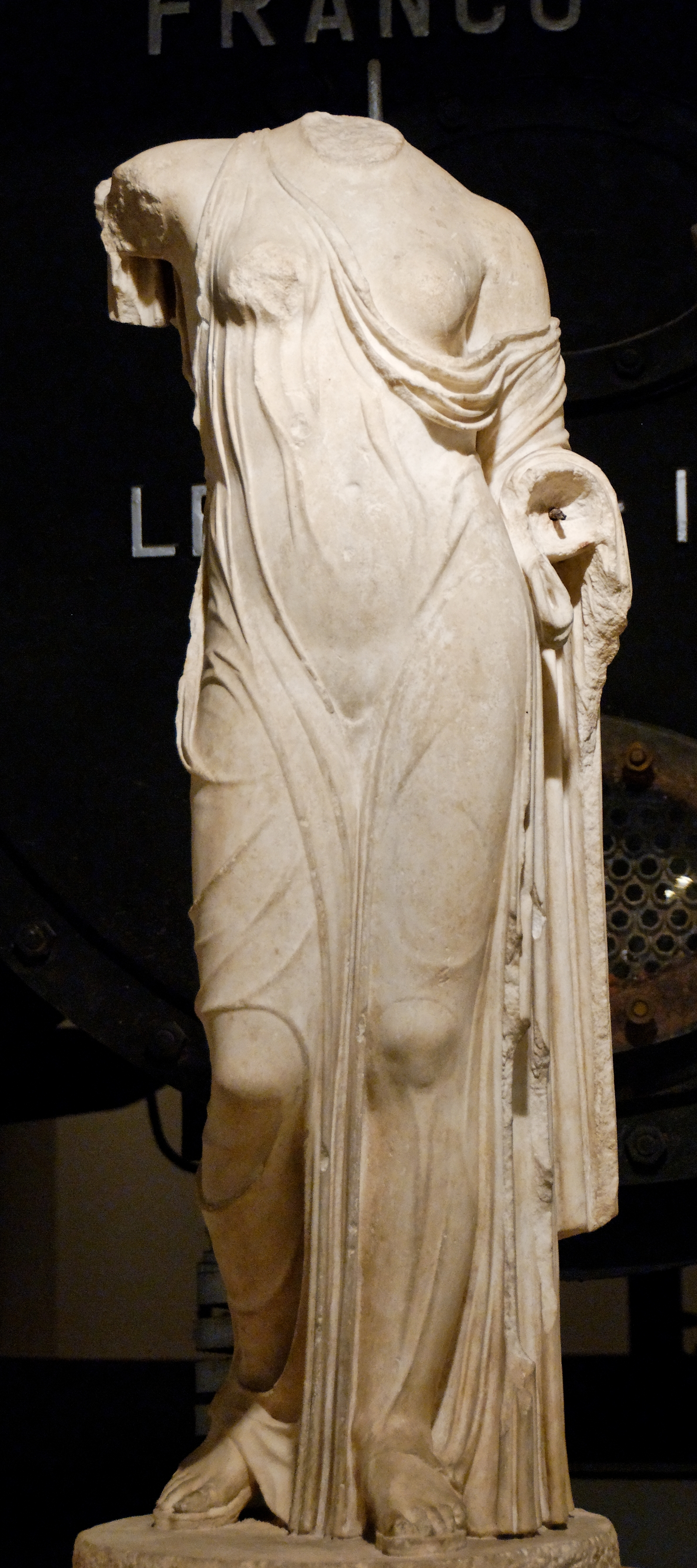
Au musées du Capitole, Centrale Montemartini. Marbre du Pentélique, découvert sur le mont Esquilin.
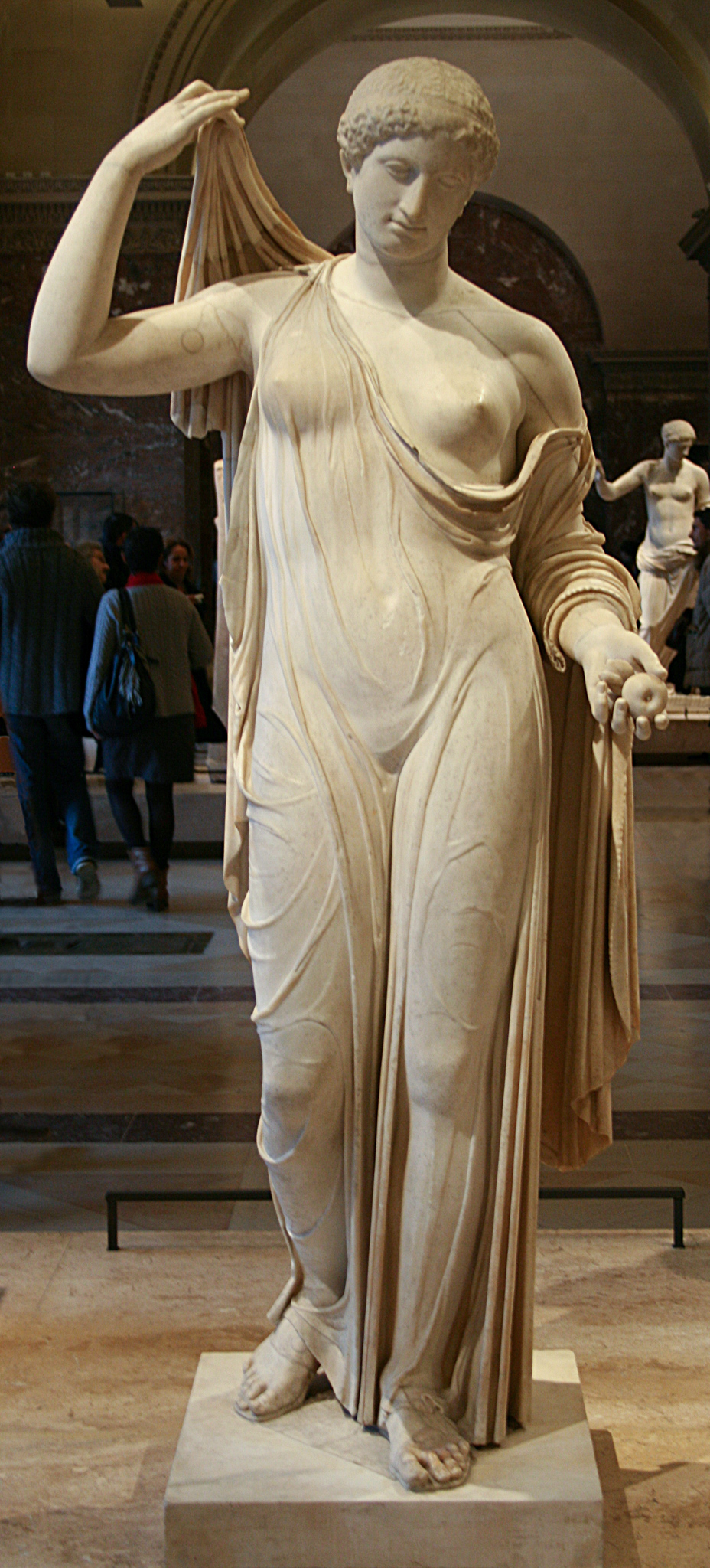
Au Louvre. Marbre de Paros. H. : 1,64 m
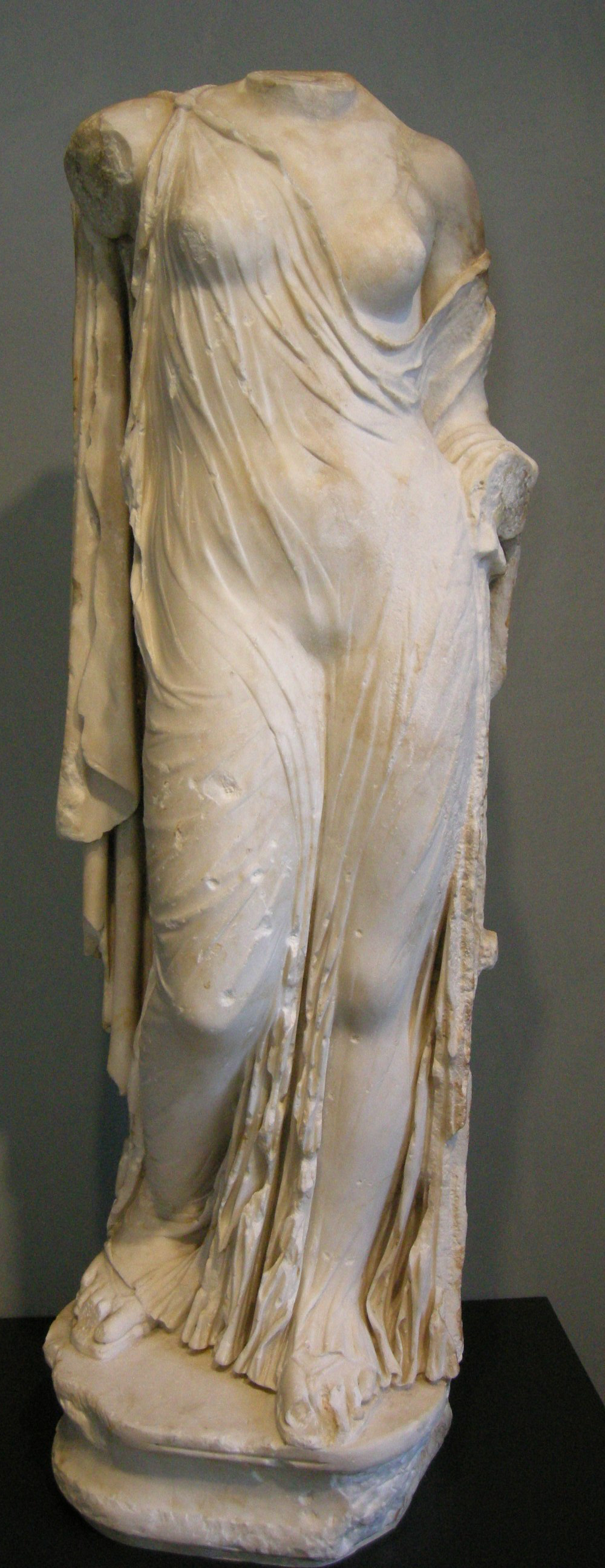
Au musée Paul Getty. Marbre, 97,7 cm.
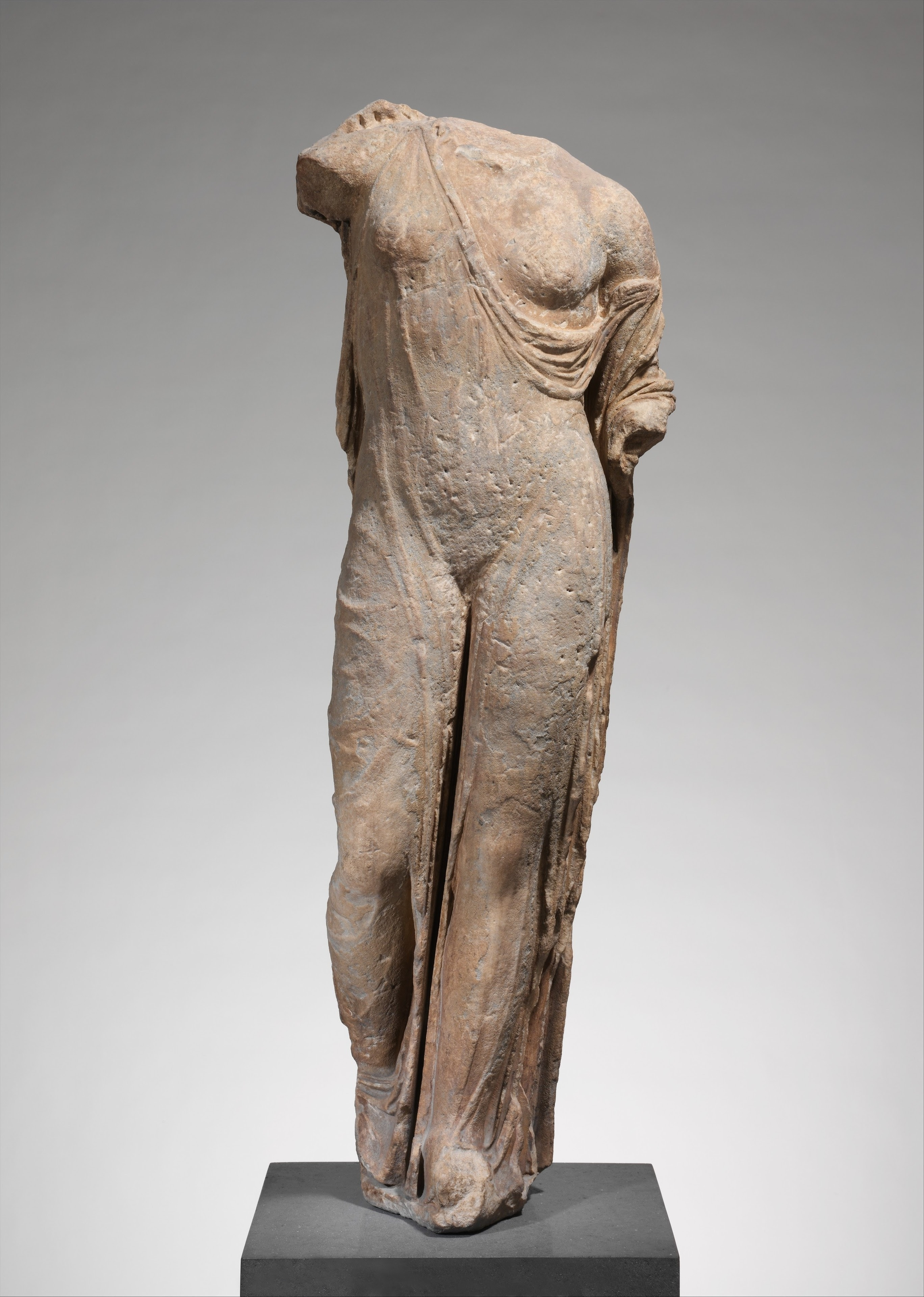
Au Metropolitan Museum, New York. Marbre d'époque impériale, H. 1,51 m.
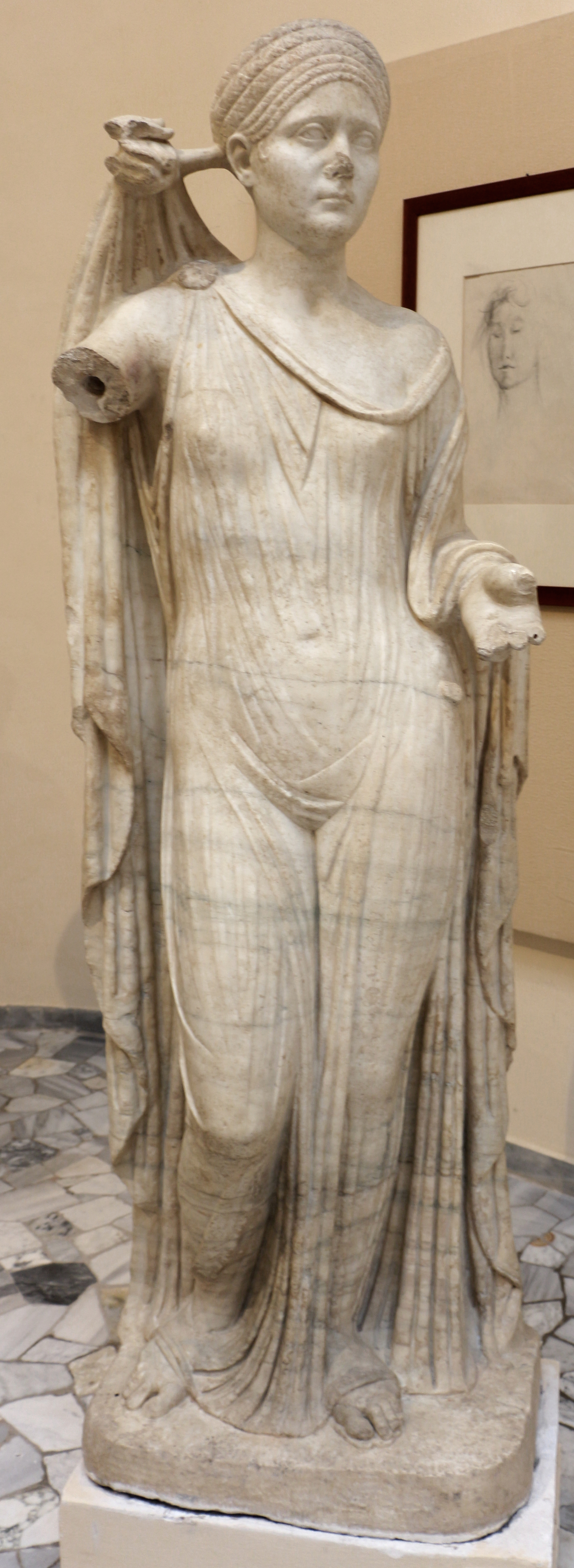
L'impératrice Sabine en Vénus genitrix, 117-138 de notre ère. Museo Ostiense (Ostia Antica)